# 한국화원협회
한국화원협회는 국민정서함양 및 문화생활에의 기여와 화원의 복리증진을 위한 화훼산업발전에 기여 목적으로 1995년 3월 30일 설립된 대한민국 농림수산식품부 소관의 사단법인이다. 사무실은 서울특별시 종로구 창신동 327-2, 금호팔레스빌딩 701에 있다.

## 주요 사업
- 화훼류 통신배달사업의 이용개발에 관한 조사와 연구 및 보급
- 화훼류 유통구조의 개선에 관한 사업
- 화원의 복리증진에 관한 사업
- 국내화훼산업 발전을 위한 조사연구
- 화훼문화의 국제적인 교류와 정보수집 및 행사유치 등